# ريتشارد هيوز
ريتشارد هيوز (بالإنجليزية: Richard Hughes)‏، من مواليد 25 يوليو 1979 في غلاسغو في إسكتلندا، لاعب كرة قدم إسكتلندي.
بدأ مسيرته الكروية مع نادي بورنيموث الإنجليزي في عام 1998، ولعب معهم حتى عام 2002، وشارك معهم في 131 مباراة وسجل 14 هدف، ومنذ عام 2002 وهو يلعب مع نادي بورتسموث الإنجليزي، وفي عام 2003 أعير إلى نادي غريمسبي تاون الإنجليزي، وشارك معهم في 12 مباراة وسجل هدف واحد.
و هو يلعب مع منتخب إسكتلندا لكرة القدم منذ عام 2005.

## روابط خارجية
- ريتشارد هيوز على موقع قاعدة بيانات كرة القدم.إي يو (الإنجليزية)
- ريتشارد هيوز على موقع ناشيونال فوتبول تيمز (الإنجليزية)
- ريتشارد هيوز على موقع Soccerbase.com (لاعب) (الإنجليزية)
- ريتشارد هيوز على موقع عالم كرة القدم.نت (الإنجليزية)